# Deutscher Soldatenfriedhof Cuacos de Yuste

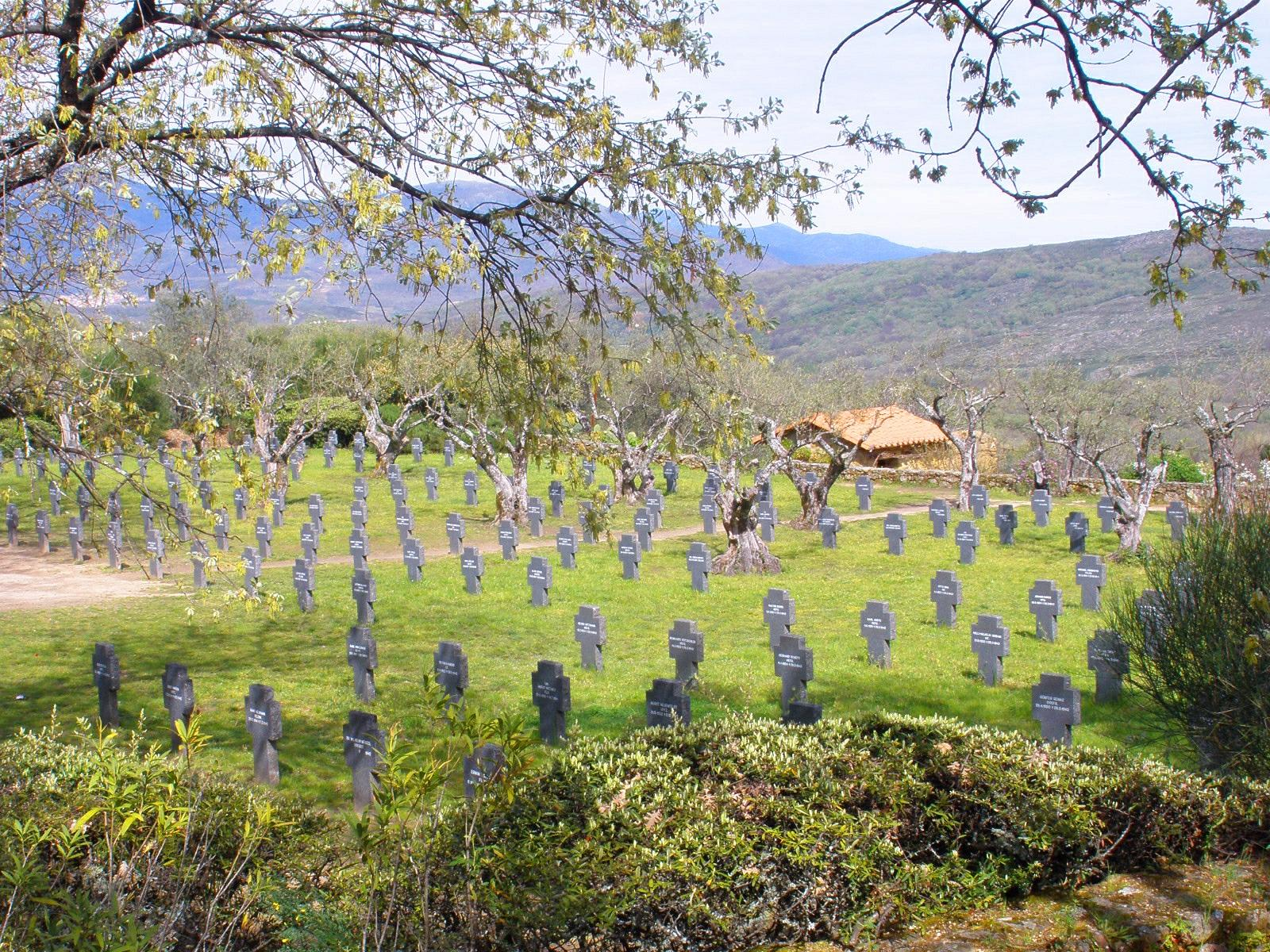
Soldatenfriedhof Cuacos de Yuste

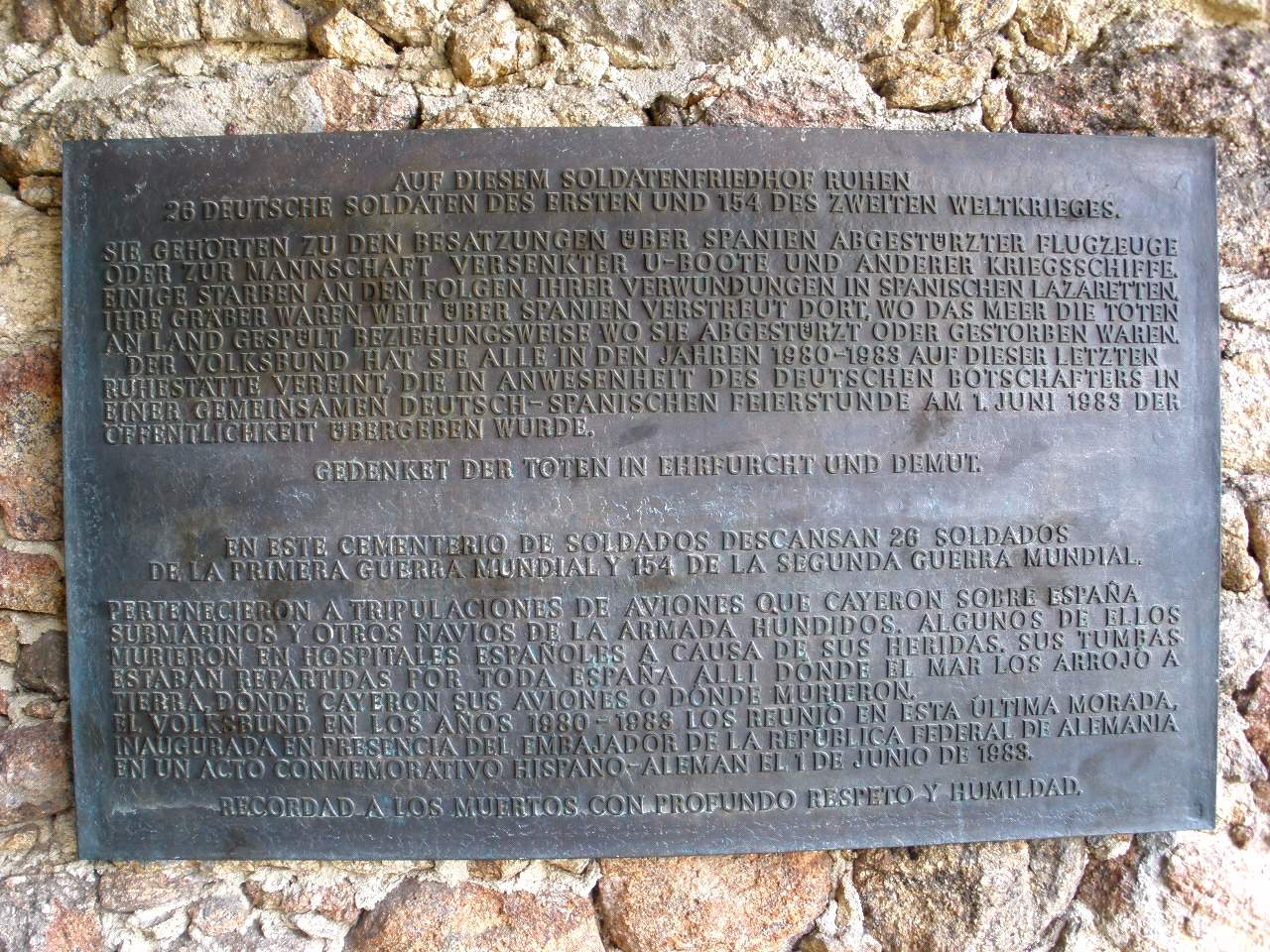
Gedenktafel

Der Soldatenfriedhof Cuacos de Yuste in der Nähe des Klosters San Jerómino de Yuste in der Provinz Cáceres (Extremadura) an der Südflanke der Sierra de Gredos ist ein deutscher Soldatenfriedhof in Spanien.

## Hintergrund
Der Friedhof liegt auf halbem Weg zwischen dem Dorf Cuacos de Yuste und dem Kloster San Jerómino de Yuste. In Cuacos de Yuste verbrachte Karl V., der Kaiser des Heiligen Römischen Reiches deutscher Nation nach seiner Abdankung im Jahr 1556 seinen Lebensabend. 
Nach dem Ende der Francodiktatur Anfang der 1980er Jahre beschloss der Volksbund Deutsche Kriegsgräberfürsorge die Errichtung eines zentralen Soldatenfriedhofs für alle deutschen Soldaten, die in Spanien durch Kampfhandlungen starben. Die Bauarbeiten samt der Umbettung der ersten Gefallenen begannen 1980. Der Friedhof wurde am 1. Juni 1983 eingeweiht.
Auf dem Soldatenfriedhof wurden Gefallene des Ersten Weltkrieges und des Zweiten Weltkrieges bestattet: 26 Soldaten und Matrosen des U-Bootes U 39 des Ersten Weltkrieges und 154 Matrosen von U-Booten oder anderen deutschen Kriegsschiffen sowie Besatzungsmitglieder von über Spanien abgestürzten Flugzeugen. Sie wurden entweder tot geborgen oder verstarben in spanischen Krankenhäusern. Auf dem Friedhof befinden sich keine Gräber von Gefallenen der Legion Condor, da deren Gebeine 1939 nach dem Ende des Spanischen Bürgerkrieges in das Deutsche Reich überführt wurden. Bestattet sind 36 Angehörige des U-Bootes U 77, das am 29. März 1943 vor der Küste von Calpe versenkt wurde, sowie Angehörige der U-Boote U 447, U 454, U 760, U 755, U 955 und U 966 des Zweiten Weltkrieges. 
Zudem gibt es acht Gräber von Gefallen, deren Identität nicht bekannt ist.